# Municipio de Clay (condado de Hendricks)
El municipio de Clay (en inglés: Clay Township) es un municipio ubicado en el condado de Hendricks en el estado estadounidense de Indiana. En el año 2010 tenía una población de 2256 habitantes y una densidad poblacional de 32,93 personas por km².

## Geografía
El municipio de Clay se encuentra ubicado en las coordenadas 39°41′29″N 86°37′0″O / 39.69139, -86.61667. Según la Oficina del Censo de los Estados Unidos, el municipio tiene una superficie total de 68.52 km², de la cual 68,34 km² corresponden a tierra firme y (0,26 %) 0,18 km² es agua.

## Demografía
Según el censo de 2010, había 2256 personas residiendo en el municipio de Clay. La densidad de población era de 32,93 hab./km². De los 2256 habitantes, el municipio de Clay estaba compuesto por el 98,67 % blancos, el 0,27 % eran amerindios, el 0,09 % eran asiáticos, el 0,35 % eran de otras razas y el 0,62 % eran de una mezcla de razas. Del total de la población el 0,84 % eran hispanos o latinos de cualquier raza.